# Binh đoàn sản xuất và xây dựng Tân Cương
Binh đoàn Sản xuất và Xây dựng Tân Cương (giản thể: 新疆生产建设兵团; phồn thể: 新疆生產建設兵團; Hán-Việt: Tân Cương Sinh sản - Kiến thiết Binh đoàn; bính âm: Xīnjiāng Shēngchǎn Jiànshè Bīngtuán), tên khác là Công ty Tập đoàn Tân Kiến Trung Quốc (中国新建集团公司), hay còn gọi tắt là "Binh đoàn kiến thiết" (建设兵团) hay "Binh đoàn" (兵团), là một tổ chức xã hội đặc thù tại khu tự trị Duy Ngô Nhĩ Tân Cương, Trung Quốc. Binh đoàn này hoạt động theo mô hình "quân, chính, xí hợp nhất", tức vừa là tổ chức chính quyền, quân sự và kinh tế. Binh đoàn thực hiện quản lý nội bộ đối với các vấn đề hành chính và tư pháp, chịu sự lãnh đạo song song của Quốc vụ viện Trung Quốc và Đảng ủy khu tự trị Duy Ngô Nhĩ Tân Cương, trụ sở đặt tại Urumqi. Ngoài châu tự trị Kizilsu, các cơ cấu của binh đoàn này phân bố trên toàn bộ lãnh thổ Tân Cương, chủ yếu là ở hai sa mạc lớn (sa mạc Taklamakan và sa mạc Gurbantunggut) và tuyến biến giới tây bắc Trung Quốc. Binh đoàn sản xuất và xây dựng Tân Cương quản lý một vài thành phố cấp huyện tại Tân Cương với các cơ cấu về chính trị, kinh tế, văn hóa, giáo dục, y tế, tư pháp.

## Lịch sử
Binh đoàn sản xuất và xây dựng Tân Cương được hình thành dựa theo đồn điền chế từ thời cổ trong lịch sử Trung Quốc, một chính sách mà theo đó triều đình Trung Nguyên sẽ cho định cư các đội quân người Hán tại các vùng biên thùy để họ có thể tự cung cấp lương thực, cũng như dựa theo các chính sách tương tự trong thời nhà Đường và nhà Thanh. Các binh đoàn kiến thiết được chính quyền Cộng hòa Nhân dân Trung Hoa thiết lập trên các khu vực biên giới có dân cư thưa thớt như tại Hắc Long Giang, Nội Mông và Tân Cương. Chính quyền Cộng hòa Nhân dân Trung Hoa cũng gặp phải vấn đề trong việc phải làm gì đối với các binh lính phi cộng sản vốn đã xa rời hoạt động sản xuất kinh tế trong nhiều năm.
Đầu thập niên 1950, chính quyền Cộng hòa Nhân dân Trung Hoa dần ổn định, chuyển đổi toàn diện sang thời kỳ xây dựng kinh tế, quân Giải phóng Nhân dân Trung Quốc cho quân nhân phục viên chuyển nghiệp với số lượng lớn. Tân Cương là nơi giáp giới với Liên Xô, có những vùng đất hoang rộng lớn thích hợp cho việc phát triển nông nghiệp và người Hán chỉ chiếm thiểu số trong thành phần dân tộc. Binh đoàn sản xuất và xây dựng Tân Cương được Vương Chấn thành lập vào năm 1954 theo lệnh của Mao Trạch Đông. Mục tiêu của binh đoàn là phát triển vùng biên giới, thúc đẩy phát triển kinh tế, đảm bảo ổn định xã hội và hòa hợp dân tộc, cũng như củng cố phòng thủ biên giới. Do vậy, những người lãnh đạo Trung Quốc đã quyết định binh đoàn 1, binh đoàn 22 của quân Giải phóng Nhân dân Trung Quốc chỉ cần duy trì một sư đoàn bộ binh, tuyệt đại đa số quân nhân (175.000 người) chuyển nghiệp tập thể tại chỗ, an cư lạc nghiệp, sản xuất công nghiệp và nông nghiệp tại Tân Cương. Tư lệnh viên đầu tiên được bổ nhiệm của Binh đoàn sản xuất và xây dựng Tân Cương là Đào Trĩ Nhạc (陶峙岳).
Binh đoàn sản xuất và xây dựng Tân Cương ban đầu tập trung vào việc định cư, trồng trọt, và phát triển các khu vực thưa dân cư, chẳng hạn như ở các vùng rìa của sa mạc Taklamakan và sa mạc Gurbantunggut, theo nguyên tắc "không cạnh tranh lợi ích với dân bản địa". Binh đoàn cũng là một lực lượng dự bị tại Tân Cương, song họ đã không bị tổng động viên do Trung Quốc và Liên Xô có mối quan hệ hữu hảo trong những năm đầu của Cộng hòa Nhân dân Trung Hoa. Hàng ngũ của Binh đoàn sản xuất và xây dựng Tân Cương cũng có thêm những nam nữ thanh niên đến từ các nơi khác tại Trung Quốc, điều này đã giúp binh đoàn cân bằng tỷ lệ giới tính và có được các thành viên có tình độ giáo dục cao hơn. Năm 1962, sau chia rẽ Trung-Xô, bạo loạn đã xảy ra tại Y Ninh và đã có khoảng 60.000 người dân tộc thiểu số Trung Quốc sống dọc biên giới của Tân Cương đã chạy sang Liên Xô. Chính quyền Trung Quốc khi đó lo ngại rằng Liên Xô đang cố gắng làm mất ổn định Trung Quốc và khởi đầu một cuộc chiến tranh. Binh đoàn sản xuất và xây dựng Tân Cương được lệnh đến canh tác tại các vùng đất của những người chạy trốn. Đến năm 1966, Binh đoàn sản xuất và xây dựng Tân Cương đã có 1,48 triệu cư dân.
Binh đoàn sản xuất và xây dựng Tân Cương, cũng như nhiều tổ chức đảng và chính quyền khác tại Trung Quốc, đã bị thiệt hại nặng nề trong các hỗn loạn của Cách mạng Văn hóa. Năm 1975, Binh đoàn đã bị bãi bỏ hoàn toàn, và tất cả thẩm quyền của nó được chuyển cho chính quyền Tân Cương và các chính quyền địa phương cấp dưới. Sau khi Liên Xô xâm lược Afghanistan năm 1979 và phong trào Hồi giáo Mujahideen trỗi dậy trong khu vực, chính quyền Trung Quốc đã cho tái lập Binh đoàn sản xuất và xây dựng Tân Cương vào năm 1981 do lo ngại hai thế lực này.

## Tổ chức
Binh đoàn sản xuất và xây dựng Tân Cương nằm dưới quyền quản lý song song của chính phủ trung ương Trung Quốc và đảng ủy khu tự trị Duy Ngô Nhĩ Tân Cương, được hưởng quyền hạn cấp tỉnh, và thực hiện kế hoạch phát triển kinh tế và xã hội riêng. Các công việc đảng và thuế trong binh đoàn do khu tự trị Tân Cương quản lý, tuy nhiên các vấn đề hành chính, tư pháp, kinh tế, tài chính và các vấn đề khác do chính phủ trung ương quản lý, chính phủ trung ương giao cho Binh đoàn quản lý nội bộ các vấn đề hành chính, tư pháp dựa theo quy định của pháp luật quốc gia. Trên phương diện thống kê, nhân khẩu và diện tích của Binh đoàn thường được liệt vào trong số liệu thống kê của chính quyền địa phương (ngoại trừ các đô thị của Binh đoàn).
Binh đoàn sản xuất và xây dựng Tân Cương chủ yếu thi hành chế độ ba cấp: binh đoàn, sư [đoàn] và đoàn. Ở cấp binh đoàn có ba chức vụ chủ yếu là chính trị ủy viên thứ nhất, chính trị ủy viên và tư lệnh viên. Ở cấp sư đoàn, có hai chức vụ chủ yếu là chính trị ủy viên và sư đoàn trưởng. Ở cấp đoàn, ngoài đoàn trường ra, còn có nông trường và mục trường, vì thế thường gọi là "nông mục đoàn trường". Bộ tư lệnh Binh đoàn sản xuất và xây dựng Tân Cương đặt tại Urumqi.
Chính trị ủy viên thứ nhất của binh đoàn do bí thư đảng ủy khu tự trị Duy Ngô Nhĩ Tân Cương kiêm nhiệm. Chính trị ủy viên và tư lệnh viên của binh đoàn cũng do phó bí thư đảng ủy và phó chủ tịch khu tự trị Duy Ngô Nhĩ Tân Cương kiêm nhiệm, do Trung ương Đảng và Quốc vụ viện trực tiếp bổ nhiệm.
Tại tổng bộ của binh đoàn, sư bộ của các sư đoàn, khu khai khẩn tập trung của các đoàn trường, người ta thiết lập cơ cấu cục công an, viện kiểm sát, tòa án ba cấp.
Từ những năm 1980 trở đi, Binh đoàn đã chuyển đổi từ liên đội vũ trang thành cảnh sát vũ trang, tái tổ chức bộ chỉ huy và các chi đội, đại đội, trung đội cảnh sát vũ trang Binh đoàn sản xuất và xây dựng Tân Cương. Vai trò quân sự của Binh đoàn cũng dần mờ nhạt, thay thế vị thế của nó là quân khu Tân Cương, một bộ phận của đại quân khu Lan Châu. Binh đoàn nay trở thành lực lượng dự bị, dân quân và một phân đội dân binh phản ứng khẩn cấp trong việc duy trì ổn định tại Tân Cương.

### Các sư đoàn
| Tên                                                             | Thành lập | Vị trí (tương đối)                               | Trụ sở                | Ghi chú                       |
| --------------------------------------------------------------- | --------- | ------------------------------------------------ | --------------------- | ----------------------------- |
| Sư đoàn 1 (农一师)                                              | 1953      | địa khu Aksu                                     | thành phố Aksu        | quản lý thành phố Aral        |
| Sư đoàn 2 (农二师)                                              | 1953      | châu Bayingolin                                  | thành phố Korla       |                               |
| Sư đoàn 3 (农三师)                                              | 1966      | địa khu Kashgar                                  | thành phố Kashgar     | quản lý thành phố Tumxuk      |
| Sư đoàn 4 (农四师)                                              | 1953      | phía nam châu Ili                                | thành phố Y Ninh      |                               |
| Sư đoàn 5 (农五师)                                              | 1953      | châu Bortala                                     | thành phố Bortala     |                               |
| Sư đoàn 6 (农六师)                                              | 1953      | châu Xương Cát                                   | thành phố Ngũ Gia Cừ  | quản lý thành phố Ngũ Gia Cừ  |
| Sư đoàn 7 (农七师)                                              | 1953      | chủ yếu tại phụ cận Khuê Đồn                     | thành phố Khuê Đồn    |                               |
| Sư đoàn 8 (农八师)                                              | 1953      | chủ yếu tại phụ cận Thạch Hà Tử                  | thành phố Thạch Hà Tử | quản lý thành phố Thạch Hà Tử |
| Sư đoàn 9 (农九师)                                              | 1962      | vùng biên giới phía bắc địa khu Tháp Thành       | huyện Ngạch Mẫn       |                               |
| Sư đoàn 10 (农十师)                                             | 1959      | địa khu Altay                                    | thành phố Bắc Đồn     | quản lý thành phố Bắc Đồn     |
| Sư đoàn 11 (第十一师) Sư đoàn Công trình kiến trúc (建筑工程师) | 1953      | lấy công nghiệp, thi công công trình làm chủ đạo | Urumqi                |                               |
| Sư đoàn 12 (农十二师)                                           | 1982      | Urumqi                                           | Urumqi                |                               |
| Sư đoàn 13 (农十三师)                                           | 1982      | địa khu Kumul                                    | thành phố Kumul       |                               |
| Sư đoàn 14 (农十四师)                                           | 1982      | địa khu Hotan                                    | thành phố Hotan       |                               |

## Kinh tế
| Đơn vị            | Nhân khẩu điều tra 2010 | Nhân khẩu cuối 2010 | GDP (triệu NDT) | GDP (triệu USD) | GDP bình quân (NDT) | GDP bình quân (USD) |
| ----------------- | ----------------------- | ------------------- | --------------- | --------------- | ------------------- | ------------------- |
| Toàn binh đoàn    | 2.607.184               | 2.573.203           | 77.062          | 11.384          | 29.948              | 4.424               |
| Sư đoàn 1         | 284.627                 | 292.305             | 10.432,12       | 1.541,05        | 49.206              | 7.269               |
| Sư đoàn 2         | 190.359                 | 191.003             | 5.001,42        | 738,82          | 35.701              | 5.274               |
| Sư đoàn 3         | 213.329                 | 206.072             | 3.863,45        | 570,71          | 32.263              | 4.766               |
| Sư đoàn 4         | 214.077                 | 220.366             | 5.460,10        | 806,57          | 31.462              | 4.648               |
| Sư đoàn 5         | 113.152                 | 111,406             | 2.760,30        | 407,76          | 31.363              | 4.633               |
| Sư đoàn 6         | 301.438                 | 310.716             | 9.749,93        | 1,440.27        | 29.779              | 4.399               |
| Sư đoàn 7         | 213.861                 | 217.186             | 6.450,39        | 952,86          | 27.313              | 4.035               |
| Sư đoàn 8         | 636.240                 | 581.248             | 18.850,49       | 2.784,62        | 25.938              | 3.832               |
| Sư đoàn 9         | 72.889                  | 70.817              | 1.396,90        | 206,35          | 24.756              | 3.657               |
| Sư đoàn 10        | 77.608                  | 74.809              | 1.701,77        | 251,39          | 24.753              | 3.657               |
| Sư đoàn 11        | 53.638                  | 49.926              | 2.350,88        | 347.28          | 22.698              | 3.353               |
| Sư đoàn 12        | 72.234                  | 75.048              | 2.320,05        | 342.72          | 19.560              | 2.889               |
| Sư đoàn 13        | 85.345                  | 80.290              | 2.181,26        | 322,22          | 18.821              | 2.780               |
| Sư đoàn 14        | 38.226                  | 38.278              | 479,38          | 70,81           | 12.795              | 1.890               |
| Cơ cấu trực thuộc | 30.272                  | 38.800              | 3.414,42        | 504,38          | 88.522              | 13.077              |
| Đơn vị khác       | 9.889                   | 14.933              | 648,66          | 95,82           | 6.191               | 915                 |

Phát triển kinh tế là ưu tiên số một của Binh đoàn sản xuất và xây dựng Tân Cương. Tận dụng địa vị đặc thù, binh đoàn tích cực tham gia cạnh tranh kinh tế trong nước. Để thuận lợi trong việc giao lưu với quốc tế, Binh đoàn thường sử dụng tên gọi giống như một doanh nghiệp là "Tập đoàn tân kiến Trung Quốc" (中国新建集团).
Hiện tại, Binh đoàn vẫn lấy nông nghiệp làm trụ cột trong hoạt động kinh tế, với các cây trồng trọng tâm là bông, cây ăn quả, rau, cây lương thực, cây lấy dầu, củ cải đường. Các sản phẩm của Binh đoàn có khả năng cạnh trên thị trường Tân Cương và thậm chí trên toàn Trung Quốc là dưa Hami, lê thơm Korla, nho Turfan, rượu nho, cà chua, nước sốt cà chua, hoa bia, cừu Merino; trong đó các sản phẩm bông thương phẩm và nước sốt cà chua của Binh đoàn có vị thế nhất định trên thị trường thế giới. Hoạt động sản xuất nông nghiệp của binh đoàn đang trong giai đoạn quá độ lên trình độ hiện đại, thực hiện tiết kiệm nước và cơ giới hóa nông nghiệp.
Trước khi Binh đoàn được thành lập, Tân Cương hầu như không có công nghiệp. Sau khi Binh đoàn thành lập, đã lập nên một số lượng lớn các doanh nghiệp khai khoáng thuộc sở hữu nhà nước tại Tân Cương, trong đó nhiều doanh nghiệp sau này đã được bàn giao cho các cấp chính quyền của Tân Cương. Hiện nay, Binh đoàn sản xuất và xây dựng Tân Cương lấy lĩnh vực chế biến sâu nông sản làm chủ đạo trong phát triển công nghiệp, ngoài ra còn có các nhà máy dệt may, điện lực, sản xuất giấy, khai mỏ, y dược, vật liệu xây dựng.
Ngoài công nghiệp và nông nghiệp, Binh đoàn còn có thực lực trên các lĩnh vực hậu cần, mậu dịch, du lịch, bất động sản, xây dựng, công trình hạ tầng kỹ thuật và các ngành dịch vụ khác.
Năm 2011, tổng GDP của Binh đoàn đạt 96,8 tỉ NDT, GDP bình quân đầu người đạt 37.500 NDT (tương ứng với 5.800 USD). Binh đoàn chủ yếu là một tổ chức nông nghiệp, tỷ trọng ba khu vực trong nền kinh tế theo số liệu năm 2010 là 36,2% (khu vực một), 34% (khu vực hai) và 29,8% (khu vực ba). Binh đoàn có trình độ chế biến nông sản ở mức thấp, tổng lượng công nghiệp nhỏ, ngành dịch vụ dần tăng nhanh, đầu tư nhiều vào hệ thống tưới tiêu. Các sư đoàn trong Binh đoàn phát triển không đồng đều, theo số liệu năm 2010, trong số 14 sư đoàn thì tổng lượng kinh tế của sư đoàn 8, sư đoàn 1 và sư đoàn 6 chiếm 50,65% tổng lượng kinh tế của toàn Binh đoàn, còn tổng lượng kinh tế riêng rẽ của sư đoàn 7, sư đoàn 4 và sư đoàn 2 chỉ hơn 5%. Ngoài ra, GDP bình quân đầu người giữa các sư đoàn cũng có chênh lệch.
- Công ty cổ phần hữu hạn Bách Hoa Thôn Tân Cương (新疆百花村股份有限公司, 百花村, SSE: 600721): lên sàn năm 1996, thuộc ủy ban quản lý tài sản nhà nước binh đoàn, chủ yếu kinh doanh phần mềm máy tính.
- Công ty cổ phần hữu hạn Thiên Nghiệp Tân Cương (新疆天业股份有限公司, 新疆天业, SSE: 600075): lên sàn năm 1997, thuộc sư đoàn nông nghiệp 8, chủ yếu kinh doanh sản phẩm chất dẻo.
- Công ty cổ phần hữu hạn Phát triển Nông nghiệp Tháp Lý Mộc Tân Cương (新疆塔里木农业综合开发股份有限公司, 新农开发, SSE: 600359): lên sàn năm 1999, thuộc sư đoàn nông nghiệp 1, chủ yếu kinh doanh sợi bông.
- Công ty cổ phần hữu hạn Công nghiệp Y Lực Đặc Tân Cương (新疆伊力特实业股份有限公司, 伊力特, SSE: 600197): lên sàn năm 1999, thuộc sư đoàn nông nghiệp 4, chủ yếu kinh doanh đồ uống có cồn.
- Công ty cổ phần hữu hạn Công nghiệp Trung Cơ Tân Cương (新疆中基实业股份有限公司, 新中基, SZSE: 000972): lên sàn năm 2000, thuộc ủy ban quản lý tài sản nhà nước binh đoàn, chủ yếu kinh doanh cà chua.
- Công ty cổ phần hữu hạn Sản xuất giấy Thiên Hoành Tân Cương (新疆天宏纸业股份有限公司, 新疆天宏, SSE: 600419): lên sàn năm 2001, thuộc sư đoàn nông nghiệp 8, chủ yếu kinh doanh sản xuất giấy.
- Công ty cổ phần hữu hạn nhiệt điện Thiên Phú Tân Cương (新疆天富热电股份有限公司, 天富热电, SSE: 600509): lên sàn năm 2002, thuộc sư đoàn nông nghiệp 8, chú yếu kinh doanh phát điện.
- Công ty cổ phần hữu hạn Quả & Nhung Quan Nông Tân Cương (新疆冠农果茸股份有限公司, 冠农股份, SSE: 600251): lên sàn năm 2003, thuộc sư đoàn nông nghiệp 2, chủ yếu kinh doanh hoa quả và hươu nai.
- Công ty cổ phần hữu hạn Vật liệu xây dựng & Công nghệ hóa học Thanh Tùng Tân Cương (新疆青松建材化工股份有限公司, 青松建化, SSE: 600425): lên sàn năm 2003, thuộc sư đoàn nông nghiệp 1, chủ yếu kinh doanh xi măng.
- Công ty cổ phần hữu hạn Nông nghiệp hiện đại Tái Lý Mộc Tân Cương (新疆赛里木现代农业股份有限公司, 新赛股份, SSE: 600540): lên sàn năm 2004, thuộc sư đoàn nông nghiệp số 5, chủ yếu kinh doanh sợi bông.
- Công ty cổ phần hữu hạn Công nghệ sinh học chăn nuôi Thiên Khang Tân Cương (新疆天康畜牧生物技术股份有限公司, 天康生物, SZSE: 002100): lên sàn năm 2006, thuộc cục nông nghiệp binh đoàn, chủ yếu kinh doanh thức ăn chăn nuôi.

## Nhân khẩu
Người Hán là dân tộc chiếm đa số trong khu vực thuộc phạm vi quản lý của Binh đoàn với 88,1% theo số liệu năm 2002, tiếp theo là người Duy Ngô Nhĩ với 6,6%, người Hồi với 2,6%, người Kazakh với 1,7%. Đơn vị cấp một của binh đoàn là "sư đoàn", sư đoàn được phân tiếp thành các "đoàn" hoặc "nông trường". Binh đoàn có 14 sư đoàn, 174 nông mục đoàn trường. Theo tổng điều tra nhân khẩu năm 2010, tổng nhân khẩu của Binh đoàn là 2.607.200 người (không bao gồm 73.300 nhân viên đã nghỉ hưu cư trú bên ngoài lãnh thổ), chiếm 12% tổng nhân khẩu của Tân Cương, trong đó người Hán có 2.229.800 người (chiếm 85,5%).

## Thành thị
Trong tiến trình phát triển, Binh đoàn đã thành lập nên sáu thành thị có bậc trung có quy mô nhất định. Tại các thành phố này, chính ủy sư đoàn đồng thời là bí thư thị ủy, sư đoàn trưởng kiêm nhiệm chức thị trưởng. Mặc dù các thành phố này trên danh nghĩa là các phó địa cấp thị trực thuộc khu tự trị song các cấp chính quyền của khu tự trị Duy Ngô Nhĩ Tân Cương thường không can thiệp vào việc phát triển thành thị.
- Thạch Hà Tử: nằm ở bắc bộ Tân Cương, vốn thuộc huyện Sa Loan, thành lập năm 1976, do sư đoàn nông nghiệp số 8 quản lý và cũng là nơi đặt bộ chỉ huy của sư đoàn, có tuyến đường sắt Lan-Tân chạy qua.
- Aral (A Lạp Nhĩ): nằm ở nam bộ Tân Cương, thành lập năm 2002, vốn thuộc thành phố Aksu, do sư đoàn nông nghiệp 1 quản lý, phát triển trồng và chế biến sợi bông, là thành thị có tỷ lệ người Hán cao nhất ở nam bộ Tân Cương.
- Ngũ Gia Cừ: nằm ở bắc bộ Tân Cương, thành lập năm 2002, vốn thuộc thành phố Xương Cát, do sư đoàn nông nghiệp 6 quản lý và cũng là nơi đặt bộ chỉ huy của sư đoàn, là thành phố vệ tinh của Urumqi.
- Tumxuk (Đồ Mộc Thư Khắc): nằm ở nam bộ Tân Cương, vốn thuộc huyện Maralbexi, thành lập năm 2002, do sư đoàn nông nghiệp 3 quản lý, nằm trên con đường tơ lụa thời cổ, có nhiều văn vật cổ tại di chỉ Tuoku Zisalai
- Bắc Đồn: nằm ở bắc bộ Tân Cương, vốn thuộc địa khu Altay, thành lập năm 2011, do sư đoàn nông nghiệp 10 quản lý, nằm bên sông Irtysh
- Thành phố cấp huyện Thiết Môn Quan (铁门关市) nằm phía bắc khu tự trị Tân Cương, thuộc thành phố cấp huyện Khố Nhĩ Lặc (châu tự trị Ba Âm Quách Lăng), do sư đoàn thứ 2 thuộc Binh đoàn Tân Cương quản lí. Nó được thành lập vào năm 2012 theo chế độ "sư thị hợp nhất".
- Thành phố cấp huyện Song Hà (双河市) nằm phía bắc khu tự trị Tân Cương, thuộc thành phố cấp huyện Bác Lạc (châu tự trị Bác Lạc), do sư đoàn thứ 5 thuộc Binh đoàn Tân Cương quản lí. Nó được thành lập vào năm 2014 theo chế độ "sư thị hợp nhất".
- Thành phố cấp huyện Khả Khắc Đạt Lạp (可克达拉市) nằm phía bắc khu tự trị Tân Cương, thuộc huyện Hoắc Thành (châu tự trị Y Lê), do sư đoàn thứ 4 thuộc Binh đoàn Tân Cương quản lí. Nó được thành lập vào năm 2015 theo chế độ "sư thị hợp nhất".
- Thành phố cấp huyện Côn Ngọc (昆玉市) nằm phía nam khu tự trị Tân Cương, thuộc huyện Mặc Ngọc (địa khu Hòa Điền), do sư đoàn thứ 14 thuộc Binh đoàn Tân Cương quản lí. Nó được thành lập vào năm 2016 theo chế độ "sư thị hợp nhất".
- Thành phố cấp huyện Hồ Dương Hà (胡杨河市) nằm phía bắc khu tự trị Tân Cương, thuộc nhiều huyện và thành phố cấp huyện, do sư đoàn thứ 7 thuộc Binh đoàn Tân Cương quản lí. Nó được thành lập vào năm 2019 theo chế độ "sư thị hợp nhất".
- Thành phố cấp huyện Tân Tinh (新星市) nằm phía đông khu tự trị Tân Cương, thuộc quận Y Châu (thành phố cấp địa khu Cáp Mật), do sư đoàn thứ 13 thuộc Binh đoàn Tân Cương quản lí. Nó được thành lập vào năm 2021 theo chế độ "sư thị hợp nhất".

## Văn hóa-Giáo dục
Binh đoàn sản xuất và xây dựng Tân Cương sở hữu một hệ thống giáo dục hoàn chỉnh, bao gồm tất cả các cấp học từ mẫu giáo đến đại học và giáo dục cộng đồng. Hiện nay, Binh đoàn có hai cơ sở giáo dục bậc cao là Đại học Thạch Hà Tử (石河子大学) và Đại học Tarim (塔里木大学), lần lượt nằm ở thành phố Thạch Hà Tử ở bắc bộ Tân Cương và thành phố Aral ở nam bộ Tân Cương, có thế mạnh về nông khoa. Ngoài ra, Binh đoàn có gần hai trăm cơ sở nghiên cứu khoa học khác nhau.
Cơ quan báo chí của Binh đoàn sản xuất và xây dựng Tân Cương là "Binh đoàn nhật báo" (兵团日报). Binh đoàn và các sư đoàn có đài truyền hình riêng, như đài truyền hình Binh đoàn Tân Cương (新疆兵团电视台).